# Servus servorum Dei
Servus servorum Dei (lateinisch für „Knecht der Knechte Gottes; Diener der Diener Gottes“) ist die Selbstbezeichnung des Papstes. Sie soll in erster Linie das Amts- und Selbstverständnis des Papstes kennzeichnen.

## Einführung durch Gregor I.
Die Devotionsformel wurde von Papst Gregor I. (590–604) als Selbstbezeichnung der Päpste eingeführt und bezog sich damit auf 2 Petr 1,1  und Röm 1,1 . Danach sei es die Aufgabe des Papstes, als Nachfolger Petri die Sorge für die gesamte Kirche zu tragen. Nach Zeugnis des Adalbertus Samaritanus entstand der Ausdruck im Konflikt mit dem Patriarchen von Konstantinopel Johannes IV. Nesteutes. Dieser nannte sich in einem Brief „Ökumenischer Patriarch“ und stellte sich somit über alle anderen Patriarchen. Laut dem Historiker Paul Ewald verwendete er den Ausdruck schon 587. So begann schon eine Urkunde aus dem Jahr 570 mit “Joanna Episcopus, servus servorum Dei”. Papst Gregor der Große lehnte gleichzeitig den Titel „universalis papa“ ab. Den Bischöfen und Priestern gab er die Formel „Mehr dienen als herrschen“ aus.

## Spätere Verwendung
Der Titel wurde von seinen Nachfolgern übernommen, jedoch bis ins 9. Jahrhundert nicht durchgehend. Auch andere Kleriker (hauptsächlich Erzbischöfe) und weltliche Regenten, wie Alfons der Keusche und Kaiser Heinrich III., verwendeten vereinzelt diesen Titel. Seit dem 12. Jahrhundert ist die Bezeichnung jedoch nur noch dem Papst vorbehalten. Diese Intitulatio steht zu Beginn jeder Papsturkunde mit Ausnahme der Breven nach dem lateinischen Namen des Papstes (ohne Ordinalzahl). 